# Comedy+
Comedy+ (произнася се „Комеди плюс“) е български сателитен телевизионен канал. Стартира на 7 април 2015 г. Каналът е обственост е на „Розенфелд и Ко“ АД. 
Comedy+ е филмовото пространство, в което ви очакват срещи с щури герои, безумно смешни ситуации и много любов. Развлекателната програма на филмовия канал е подходяща за лица от всички възрастови групи, които предпочитат жанрове като комедия, романтична комедия, семейни, тийн, музикални, детски и анимационни заглавия. Базирана основно върху качествена световна продукция, Comedy+ предлага на своите малки и пораснали зрители запомнящи се актьорски образи и забавни, комични или поучителни ситуации, които трайно се запечатват в съзнанието ни. Специалният подбор и внимателният баланс между заглавията от различни жанрове, превръща Comedy+ в прекрасен избор за всички, които искат да разнообразят делника си с повече смях и положителни емоции.
Comedy+ се излъчва в програмния пакет на Булсатком от 2015 до 2021 г.
От 5 януари 2022 г. Comedy+ се излъчва в мрежата на новия български телевизионен оператор Поларис.